# Vice-président de la république du Botswana
Le vice-président de la république du Botswana (en anglais : Vice-President of the Republic of Botswana) est le second personnage de l'État du Botswana depuis l'indépendance du pays en 1966.

## Histoire
La fonction de vice-président de la république du Botswana est créée lors de l'indépendance du pays le 30 septembre 1966. Elle a été occupée depuis cette date par dix hommes, dont quatre ont par la suite accédé à la présidence.

## Fonctions
Le vice-président est nommé par le président de la République. En cas de vacance de la fonction présidentielle, il est appelé à devenir le nouveau président.

## Liste des vice-présidents
| N° | Portrait             | Titulaire (Naissance-mort)        | Mandat            | Mandat            | Mandat                     | Parti politique | Parti politique | Président         |
| N° | Portrait             | Titulaire (Naissance-mort)        | Début             | Fin               | Durée                      | Parti politique | Parti politique | Président         |
| -- | -------------------- | --------------------------------- | ----------------- | ----------------- | -------------------------- | --------------- | --------------- | ----------------- |
| 1  | Quett Masire         | Quett Masire (1925-2017)          | 30 septembre 1966 | 13 juillet 1980   | 13 ans, 9 mois et 13 jours |                 | BDP             | Seretse Khama     |
| 2  | Lenyeletse Seretse   | Lenyeletse Seretse (1921–1983)    | 18 juillet 1980   | 3 janvier 1983    | 2 ans, 5 mois et 16 jours  |                 | BDP             | Quett Masire      |
| 3  | Peter Mmusi          | Peter Mmusi (1929-1994)           | 3 janvier 1983    | 8 mars 1992       | 9 ans, 2 mois et 5 jours   |                 | BDP             | Quett Masire      |
| 4  | Festus Mogae         | Festus Mogae (né en 1939)         | 9 mars 1992       | 31 mars 1998      | 6 ans et 22 jours          |                 | BDP             | Quett Masire      |
| 5  | Ian Khama            | Ian Khama (né en 1953)            | 13 juillet 1998   | 1er avril 2008    | 9 ans, 8 mois et 19 jours  |                 | BDP             | Festus Mogae      |
| 6  | Mompati Merafhe      | Mompati Merafhe (1936-2015)       | 1er avril 2008    | 31 juillet 2012   | 4 ans, 3 mois et 30 jours  |                 | BDP             | Ian Khama         |
| 7  | Ponatshego Kedikilwe | Ponatshego Kedikilwe (né en 1938) | 1er août 2012     | 12 novembre 2014  | 2 ans, 3 mois et 11 jours  |                 | BDP             | Ian Khama         |
| 8  | Mokgweetsi Masisi    | Mokgweetsi Masisi (né en 1961)    | 12 novembre 2014  | 1er avril 2018    | 3 ans, 4 mois et 20 jours  |                 | BDP             | Ian Khama         |
| 9  | Slumber Tsogwane     | Slumber Tsogwane (né en 1960)     | 4 avril 2018      | 1er novembre 2024 | 6 ans, 6 mois et 28 jours  |                 | BDP             | Mokgweetsi Masisi |
| 10 | Ndaba Gaolathe       | Ndaba Gaolathe (né en 1971)       | 7 novembre 2024   | en cours          | 3 mois et 23 jours         |                 | AP (UDC)        | Duma Boko         |